# 近畿大学附属新宮高等学校・中学校
近畿大学附属新宮高等学校・中学校（きんきだいがくふぞくしんぐうこうとうがっこう・ちゅうがっこう）は、和歌山県新宮市にある私立中高一貫校。
近畿大学の附属学校。略称は｢近中｣や｢近高｣、｢近大新宮」など。

## 概要
和歌山県南部地域では唯一の私立学校である。少人数ながら国公立大学、難関私立大学の現役合格率が高いのが特徴と言える。エール出版社の『失敗しない中高一貫校選び07年度版』では独自の英語教育や日本語教育、チューター制度などが評価されており、全国基準ではA3の一流進学校に格付けされた。
本校は、寮を設置しており、遠隔地からの進学も可能となっている。また2007年度に学生食堂が新設、学校ブログも開設された。台湾の中学校とも姉妹校提携を結んでいる。
2010年度から、フロンティアコースにおいて近畿大学水産研究所と連携した水産養殖講座を実施。「Do　It　First！！　真っ先にやってみよう」を合言葉にさまざまな学校改革に取り組んだ。「挨拶をしよう、校内をきれいにしよう、言葉遣いや身だしなみに気をつけよう」など。その結果、本校の廊下や登下校をする際、出会った先生などに挨拶をすることが当たり前となっている。

## 進路実績
例年、旧帝国大学や医学部医学科への進路実績がある。また、部活動に励みながら難関大学・学科に進学する生徒が多いのも特徴である。
平成25年度大学入試以降における主な国公立大学合格実績
東京大学を始めとする旧帝国大学、一橋大学、お茶の水女子大学、神戸大学、筑波大学、広島大学、新潟大学、大阪府立大学
平成25年度大学入試以降における主な私立大学合格実績
近畿大学各学部学科のほか、早稲田大学、慶應義塾大学、上智大学、東京理科大学、MARCH、国際基督教大学、関関同立、学習院大学、南山大学、京都薬科大学、東京歯科大学、岡山理科大学獣医学部
平成25年度大学入試以降における主な医学部医学科合格実績
大阪大学、名古屋大学、神戸大学、信州大学、福島県立医科大学、三重大学、和歌山県立医科大学、防衛医科大学校、近畿大学、東京医科大学、大阪医科薬科大学、川崎医科大学

## 学校実績
高校卓球部インターハイ県予選団体戦6連覇でのインターハイ出場をはじめ、空手道部・卓球部・なぎなた部もインターハイ出場、 吹奏楽部が令和3年度和歌山県吹奏楽部コンクール小編成部門金賞・県代表、関西吹奏楽部コンクール小編成部門銅賞、和歌山県アンサンブルコンテスト紀南地区大会（打楽器三重奏銀賞、木管六重奏金賞・地区代表、木管七重奏銀賞、金管四重奏金賞・地区代表金管六重奏銀賞）、和歌山県アンサンブルコンテスト木管六重奏銅賞、金管四重奏銀賞、高校サッカー部が第99回全国高校サッカー選手権大会和歌山大会ベスト8、空手道部が和歌山県高等学校総合体育大会男子個人形優勝、硬式野球部が令和3年度春季近畿地区高等学校野球大会和歌山県予選ベスト4、近畿大会出場、春季和歌山県大会準優勝、なぎなた部が国体出場(なぎなた部では個人演技の部で国体準優勝、優勝を果たしている。)。
また、国体にてボウリング・少年男子個人の部準優勝、団体戦においては8位入賞。水産ゼミではフロンティアコースの受講生２名が「日本水産学会春季大会」の「高校生発表講演」に参加し、奨励賞を受賞している。
他にも中学生が日本学生科学賞で内閣総理大臣賞に選ばれている。

## 沿革
- 1963年 - 近畿大学附属新宮女子高等学校として開校[2]
- 1980年 - 共学化により近畿大学附属新宮高等学校に改称
- 1987年 - 特別進学コースを設置
- 1991年 - 近畿大学附属新宮中学校（併設型中高一貫校）、文・理コースを設置
- 1998年 - 特別進学コースと文・理コースを統合し、特別進学コースを設置
- 2005年 - 高等学校にアグレッシブ・フロンティアコースを設置
- 2013年 - 創立50周年を迎える

## 学科

### 高等学校
- アグレッシブコース[17]
国公立大学への進学を目指すコース。
- フロンティアコース[18]
有名私立大学への進学を目指すコース。
- 中高一貫コース[19]
国公立大学、難関私立大学への進学を目指すコース。

### 中学校
- 中高一貫コース[19]
四年次に高等部へ内部進学。

## 行事
1年間の行事は以下の通りである。
- 4月 前期始業式、入学式、学年レクリエーション
- 5月 全校ボランティア
- 6月 クールビズ開始、前期中間試験、母校訪問
- 7月 コース別クラスマッチ、大学キャンパスツアー
- 8月 夏季休暇、夏のオープンスクール
- 9月 近大新宮祭文化行事、近大新宮祭体育行事、前期期末試験
- 10月 前期終業式、後期始業式、寮レクリエーション
- 11月 中2修学旅行、中3進路発見学習
- 12月 後期中間試験、冬季休暇
- 1月 高校卒業証書授与式
- 2月 中1建学の精神を学ぶ、全校ボランティア
- 3月 中学校終了式、学年末試験、終業式、離任式[注釈 1]、春季休暇、附属トップ合宿

## 制服
男子夏服
カッターシャツ(半袖あり)、夏用スラックス。
- 6月1日〜10月31日の間はクールビズ期間のため、ノーネクタイで過ごしてもよい。

男子冬服
黒のブレザー、スラックス、セーター。臙脂色のネクタイ。カッターシャツ。

女子夏服
サマーセーラー、サマーカーディガン、夏用スカート、スラックス。

女子冬服
黒のセーラージャケット、スカート、セーター、スラックス。

## 部活動

### 高等学校
運動部
- ソフトテニス部
- なぎなた部
- 卓球部
- 硬式野球部
- 空手道部
- 女子バレーボール部
- サッカー部
- 男子バスケットボール部
- 女子バスケットボール部

文化部
- 書道部
- 美術部
- 茶道部
- 華道部
- スーパーサイエンス部
- 吹奏楽部
- メディア部
- ダンスサークル

### 中学校
運動部
- ソフトテニス部
- なぎなた部
- 卓球部
- サッカー部
- 空手道部
- 男子バスケットボール部
- 女子バスケットボール部　

文化部
- 書道部
- 美術部
- 茶道部
- 華道部
- スーパーサイエンス部
- 吹奏楽部
- メディア部
- ダンスサークル

## 出身者
- 中後悠平（元プロ野球選手）[22]
- 津越智雄（元サッカー選手）[23]
- 萬波ユカ（モデル）[24]
- 中山夏希（映画監督・アーティスト）

## 所在地
- 〒647-0081 和歌山県新宮市新宮4966[2]
北緯33度42分55.4秒 東経135度59分54.6秒 / 北緯33.715389度 東経135.998500度